# Amerikaanse presidentsverkiezingen 1996
De Amerikaanse presidentsverkiezingen van 1996 gingen tussen zittend president Bill Clinton en zijn Republikeinse uitdager senator Bob Dole. Zakenman Ross Perot deed ook weer mee aan de verkiezingen als kandidaat van de hervormingspartij, maar had veel minder succes dan bij de verkiezingen van 1992 toen hij meedeed als onafhankelijk kandidaat. De verkiezingen werden met een ruime marge gewonnen door Clinton. Hierdoor kon deze in 1997 beginnen met zijn tweede termijn.

## Voorverkiezingen

### Democratische voorverkiezingen
Bij de Democratische voorverkiezingen had zittend president Clinton niet te maken met serieuze tegenstand. Hij won in alle staten met minimaal 80 procent van de stemmen en behaalde in totaal 89 procent van de stemmen. Lyndon LaRouche, een politiek activist, behaalde met 5 procent een tweede plaats. Op de Demoratische Nationale Conventie die in augustus 1996 gehouden werd in Chicago, Illinois, werd Clinton unaniem gekozen als de presidentskandidaat voor de Democratische Partij. Zittend vicepresident Al Gore werd ook weer benoemd als Democratisch kandidaat voor het vicepresidentschap.

### Republikeinse voorverkiezingen
Aan Republikeinse zijde namen negen kandidaten deel aan de Republikeinse voorverkiezingen, te weten; Lamar Alexander (voormalig gouverneur en voormalig minister van Onderwijs), Pat Buchanan (conservatief journalist en commentator en voormalig assistent van de presidenten Nixon, Ford en Reagan), Bob Dole (meerderheidsleider in de Senaat), Bob Dornan (lid Huis van Afgevaardigden), Steve Forbes (uitgever), Phill Gramm (senator en voormalig lid van het Huis van Afgevaardigden), Alan Keyes (voormalig diplomaat en activist), Richard Lugar (senator) en Morry Taylor (zakenman).
Dole was vooraf de grote favoriet en loste de verwachtingen in. Buchanan wist in het begin van de voorverkiezingen nog wel een meerderheid te behalen in Alaska, Louisiana en New Hampshire en Forbes in Delaware en Arizona. Daardoor ontstond er enige twijfel over het leiderschap van Dole, maar na de winst in North Dakota en South Dakota verdween deze twijfel en hij won ook in alle daaropvolgende staten. Op 15 augustus 1996 werd hij bij de Republikeinse Nationale Conventie in San Diego, Californië, gekozen als de Republikeinse kandidaat. 1.928 van de 1.975 afgevaardigden stemden op hem.
Jack Kemp, voormalig lid van het Huis van Afgevaardigden en minister van Volkshuisvesting en Stedelijke Ontwikkeling onder president George H.W. Bush, werd aangewezen als kandidaat voor het vicepresidentschap. Andere namen die genoemd werden hiervoor waren die van George Voinovich (gouverneur van Ohio), John Engler (gouverneur van Michigan) en George W. Bush (gouverneur van Texas).

## Campagne
Bij de verkiezingen voor het Huis van Afgevaardigden en de Senaat in 1994 was het de Republikeinen gelukt voor het eerst in veertig jaar een meerderheid te verkrijgen in beide huizen. De verwachtingen voor de presidentsverkiezingen waren daarom hoog gespannen aan Republikeinse zijde.

## Presidentskandidaten

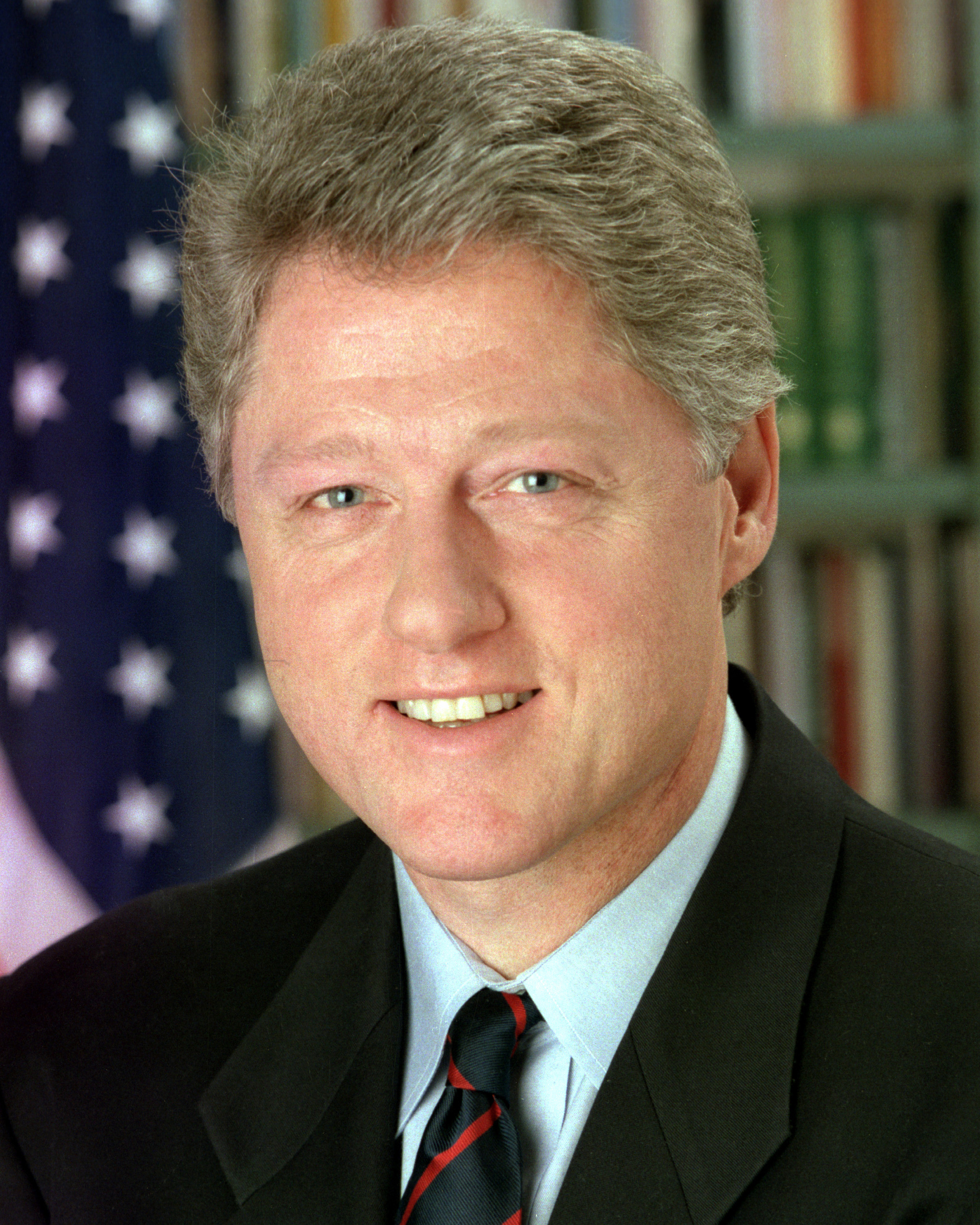
President Bill Clinton uit Arkansas Democratische Partij
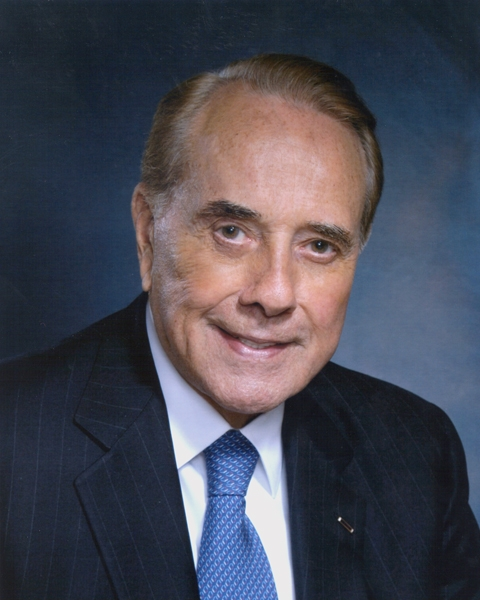
Voormalig Senator Bob Dole uit Kansas Republikeinse Partij
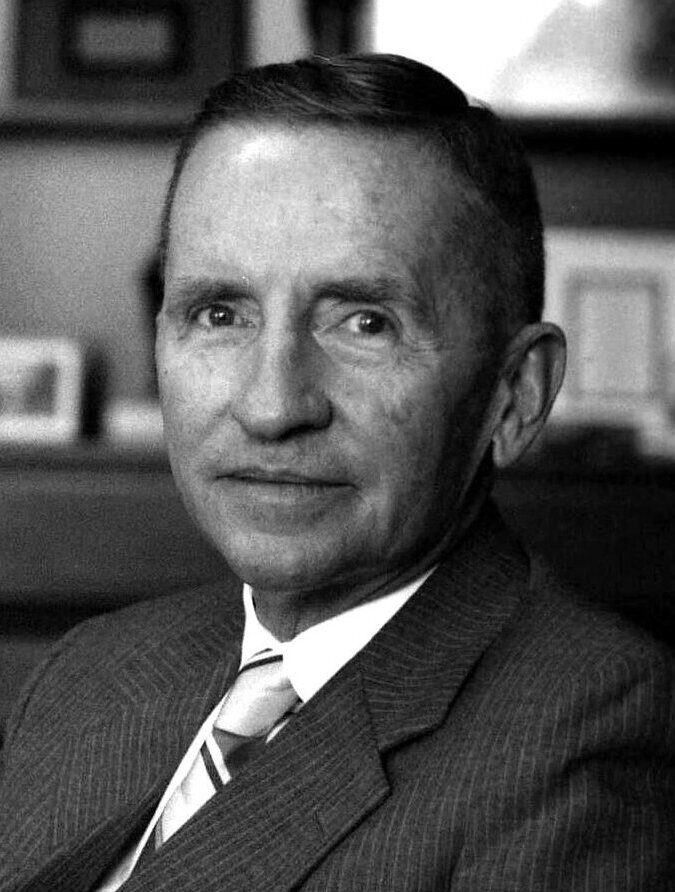
Ondernemer Ross Perot uit Texas Hervorming Partij

- Voormalig 
 Senator 
 Bob Dole 
 uit Kansas 
 Republikeinse Partij
- Ondernemer 
 Ross Perot 
 uit Texas 
 Hervorming Partij

### Vicepresidentskandidaten

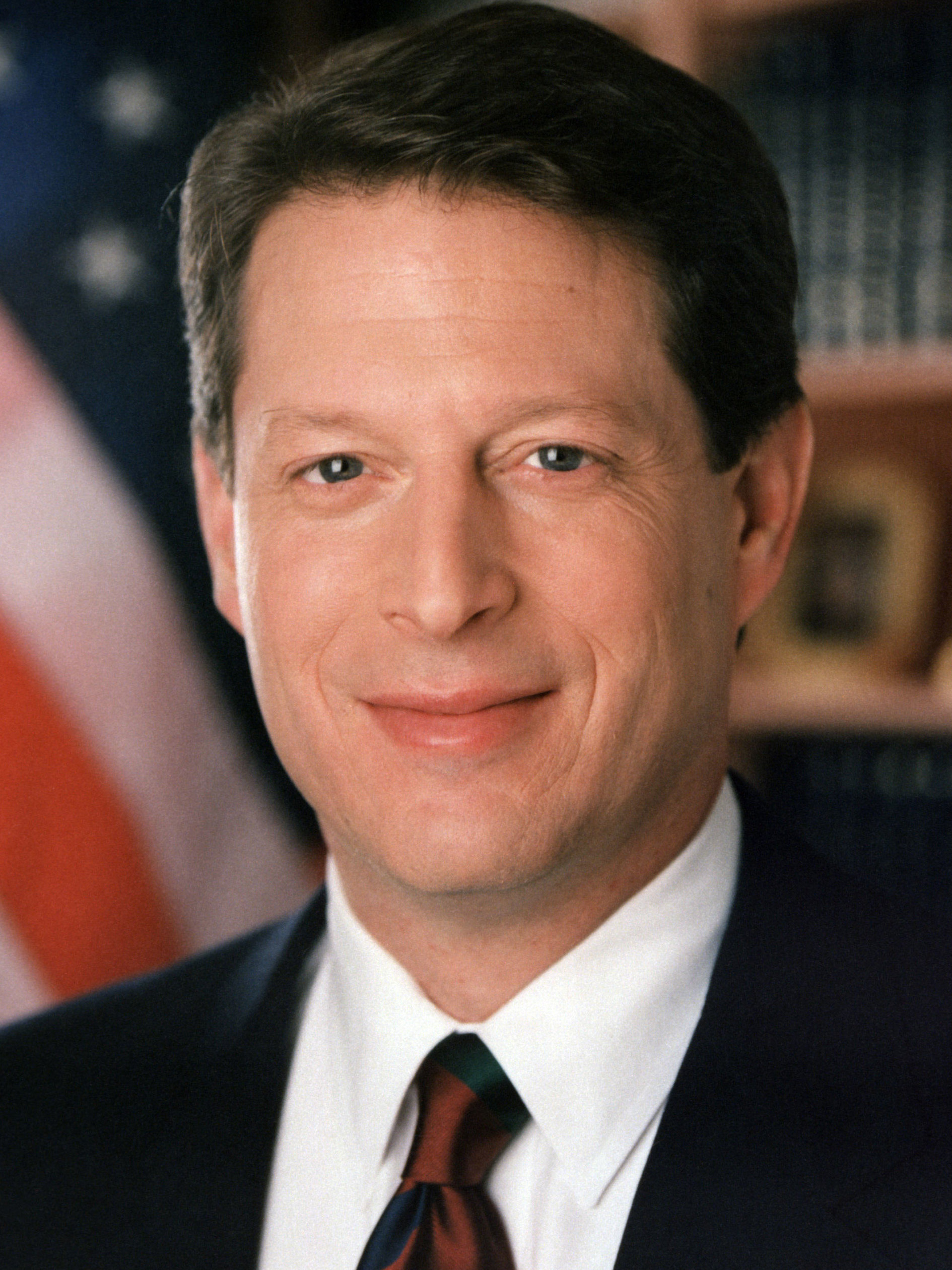
Vicepresident Al Gore uit Tennessee Democratische Partij
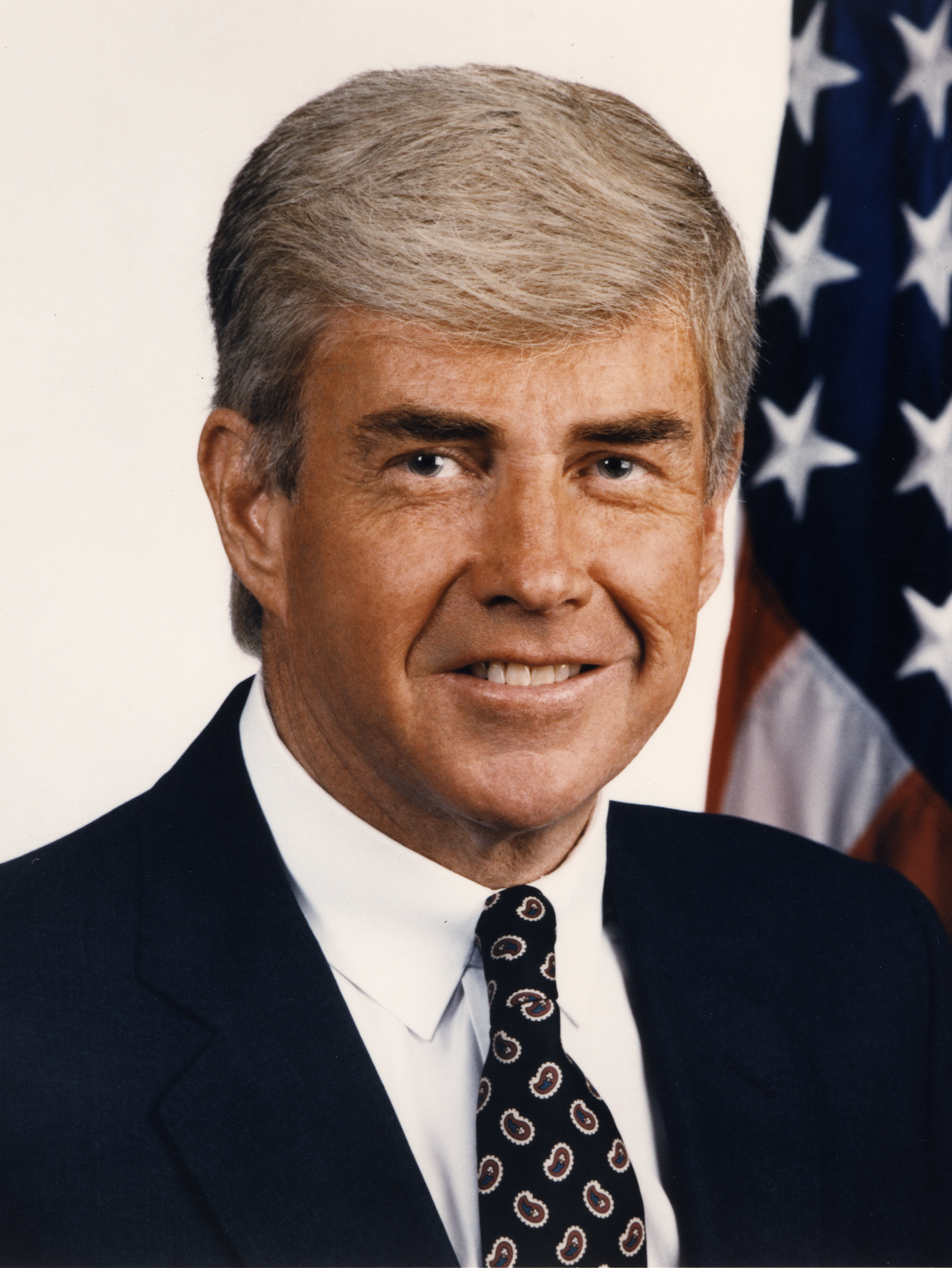
Voormalig Minister van Volkshuisvesting en Stedelijke Ontwikkeling Jack Kemp uit New York Republikeinse Partij
Econoom Pat Choate uit Washington, D.C. Hervorming Partij

- Voormalig 
 Minister van 
 Volkshuisvesting en 
 Stedelijke Ontwikkeling 
 Jack Kemp 
 uit New York 
 Republikeinse Partij
- Econoom 
 Pat Choate 
 uit Washington, D.C. 
 Hervorming Partij

### Positionering Dole
Clinton trok al vroeg het initiatief naar zich toe. Zonder tegenstand van betekenis bij de voorverkiezingen had hij het voordeel dat hij zich al vroeg in de verkiezingen kon richten op zijn (waarschijnlijk) belangrijkste opponent Bob Dole. Gedurende de zomer van 1996 voerde hij een campagne waarin hij Dole wegzette als een overjarige conservatief die opereerde in de marge. Dole, nog druk bezig zijn nominatie binnen te slepen, was nog niet in de positie daarop uitgebreid te reageren. Het contrast tussen beiden werd nog groter toen Dole verwees naar een misslag van honkbalspeler Hideo Nomo van de Brooklyn Dodgers. De Brooklyn Dodgers waren al bijna veertig jaar verhuisd naar Los Angeles en droegen inmiddels de naam de Los Angeles Dodgers.

### Financiële steun van China
In september 1995 rezen er vragen over steunen van China aan de Democratische Partij. Daarmee zouden de Chinezen de houding van de Democratische partij ten opzichte van hun land willen beïnvloeden. Deze affaire kwam onder de aandacht toen de Washington Post er in februari 1996 over publiceerde. Het ministerie van Justitie stelde toen een onderzoek in. Daarin werd duidelijk dat de Chinese ambassade in Washington D.C. de Amerikaanse wet overtrad omdat zij via tussenpersonen die niet de Amerikaanse nationaliteit bezaten financieel steun gaven aan de Democratische Partij. Als gevolg van dit onderzoek werden 17 personen veroordeeld tot lage straffen.

### Voorgestelde korting op inkomstenbelasting
Tijdens de campagne beloofde Dole een korting op de inkomstenbelasting van 15 procent. Daarop schilderde Clinton Dole af als een kloon van Newt Gingrich, de op dat moment niet populaire voorzitter van het Huis van Afgevaardigden. Deze was een groot voorstander van een kleinere overheid. Clinton stelde dat door de belastingkorting veel populaire welzijnsvoorzieningen zouden verdwijnen of ernstig ingekrompen moesten worden, zoals de sociale zekerheid of Medicare. Tijdens de hele verkiezingen behield Clinton een voorsprong in de peilingen op Dole en Perrot. Deze laatste werd bij de grote verkiezingsdebatten zelfs niet uitgenodigd omdat zijn achterstand in de peilingen te groot was.

## Uitslag
Clinton wist de verkiezingen met een ruime voorsprong te winnen. Daarmee was hij de eerste Democratische kandidaat sinds Franklin Roosevelt die erin slaagde herkozen te worden. Hij behaalde 49,2 procent van de stemmen tegenover Dole die 40,7 procent van de stemmen wist te behalen, een verschil van 8,2 miljoen stemmen. Clinton kreeg 379 kiesmannen achter zich tegenover de 159 van Dole. Deze laatste slaagde er wel in te winnen in de staten Colorado, Montana en Georgia, staten die in 1992 nog voor Clinton hadden gestemd. Clinton was de eerste Democraat sinds Harry Truman in 1948 die in de staat Arizona won. Ook wist hij te winnen in Florida. In 1992 had deze staat nog voor de Republikeinse kandidaat gekozen.
Ross Perot slaagde erin 8 procent van de stemmen te behalen, ondanks de verminderde media-aandacht ten opzichte van de vorige verkiezingen.
| Naam            | Bill Clinton         | Bob Dole             | Ross Perot        |
| Partij          | Democratische Partij | Republikeinse Partij | Hervorming Partij |
| Thuisstaat      | Arkansas             | Kansas               | Texas             |
| Running mate    | Al Gore              | Jack Kemp            | Pat Choate        |
| Kiesmannen      | 379                  | 159                  | 0                 |
| Gewonnen staten | 31+DC                | 19                   | 0                 |
| Aantal stemmen  | 47.402.357           | 39.198.755           | 8.085.294         |
| Percentage      | 49,24%               | 40,71%               | 8,4%              |

1789 · 1792 · 1796 · 1800 · 1804 · 1808 · 1812 · 1816 · 1820 · 1824 · 1828 · 1832 · 1836 · 1840 · 1844 · 1848 · 1852 · 1856 · 1860 · 1864 · 1868 · 1872 · 1876 · 1880 · 1884 · 1888 · 1892 · 1896 · 1900 · 1904 · 1908 · 1912 · 1916 · 1920 · 1924 · 1928 · 1932 · 1936 · 1940 · 1944 · 1948 · 1952 · 1956 · 1960 · 1964 · 1968 · 1972 · 1976 · 1980 · 1984 · 1988 · 1992 · 1996 · 2000 · 2004 · 2008 · 2012 · 2016 · 2020 · 2024